# Cerro Selknam
Der Cerro Selknam ist ein 50 m hoher Hügel auf der Livingston-Insel im Archipel der Südlichen Shetlandinseln. Er ragt unmittelbar westlich des Paso Ancho, südlich des Valle Largo sowie 0,6 km östlich des Playa Golondrina auf der Westseite des Kap Shirreff, dem nördlichen Ende der Johannes-Paul-II.-Halbinsel, auf.
Wissenschaftler der 45. Chilenischen Antarktisexpedition (1990–1991) benannten ihn in Erinnerung an das Volk der Selk’nam, das bis in die erste Hälfte des 20. Jahrhunderts in Feuerland gelebt hatte.